# Flying Fish
《Flying Fish》是日本音樂團體FANTASTICS from EXILE TRIBE的第二張單曲。於2019年4月3日由rhythm zone發行。

## 简介
- 與前作「OVER DRIVE」相隔四個月、是2019年第一發單曲。以「CD+DVD」和「CD」共兩個版本發售。
- 當中收錄的「Belive in Love」是隊長佐藤大樹主演電影『4月の君、スピカ。』的主題曲，也是首次發布的抒情曲[1]。
- 特別收錄曲目是上一張單曲主打「OVER DRIVE」的英文版本。

## 收录单曲

### CD
1. Flying Fish
作詞：小竹正人、作曲：Mahoney, Andrew Eagle、編曲：Mahoney
2. Belive in Love
作詞：岡田マリア、作曲：春川仁志, Safari Natsukawa、編曲：春川仁志
  - 映画『4月の君、スピカ。』主題歌。
  - FM OH!「OH! MY MORNING 851」OH! MY OH天気の2月イメージソング。
3. Can't Give You Up
作詞：Masaya Wada、作曲：Henrik Nordenback, MoonChild, SIRIUS
4. Flying Fish -Instrumental-
5. Belive in Love -Instrumental-
6. Can't Give You Up -Instrumental-
7. OVER DRIVE（English Version）
作詞：YVES & ADAMS、英語詞：Emyli、作曲：Henrik Nordenback・MoonChild・NAOKI・BIG-F

### DVD
※只收錄於「CD+DVD」版本
1. Flying Fish（MUSIC VIDEO）